# حضرت
حضرت کلمه‌ای است که مسلمانان برای احترام پیش از نام قدیسان و بزرگانشان به کار می‌برند. معنای لغوی کلمه، قُرب یا حضور است.

## مثال
- حضرت محمد
- حضرت ابوبکر
- حضرت عمر
- حضرت عثمان
- حضرت علی